# باتمانقلیچ
باتمانقلیچ یک نام خانوادگی است. افراد شاخص با این نام از این قرارند:
- نادر باتمانقلیچ، فرمانده نظامی، سیاست‌مدار و دیپلمات
- رستم باتمانقلیچ، نوازندهٔ گروه ومپایر ویکند
- نجمیه باتمانقلیچ، سرآشپز و نویسنده آشپزی
- زال باتمانقلیچ، فیلمنامه‌نویس و کارگردان
- کامیلا باتمانقلیچ، روانشناس